# Anna von Sachsen (1567–1613)

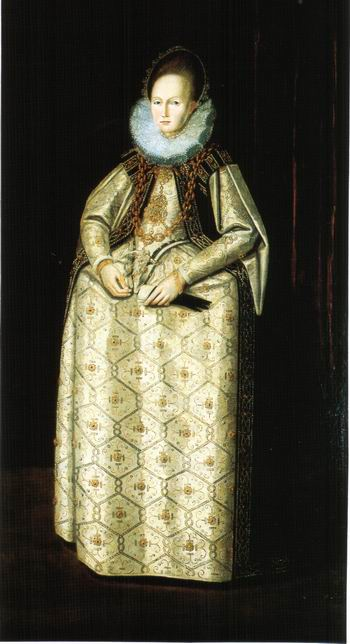
Prinzessin Anna von Sachsen

Anna von Sachsen (* 16. November 1567 in Dresden; † 27. Januar 1613 auf der Veste Coburg) war eine sächsische Prinzessin aus dem Haus Wettin und durch Heirat Herzogin von Sachsen-Coburg.

## Leben
Anna war die jüngste Tochter des Kurfürsten August von Sachsen (1526–1586) aus dessen Ehe mit Anna (1532–1585), Tochter des Königs Christian III. von Dänemark.
Am 5. und 6. Mai 1584 fand die Doppelverlobung der beiden Töchter Kurfürst Augusts, Anna und Dorothea statt. Zur Feier wurden „allerhand Ergötzlichkeiten veranstaltet“. Bei dem dazu abgehaltenen Schießen ist der Reichsgulden zu 21 Groschen geprägt worden.
Am 16. Januar 1586 heiratete Anna in Dresden Herzog Johann Casimir von Sachsen-Coburg (1564–1633), mit dem sie sich bereits zwei Jahre vorher ohne elterliche Zustimmung  verlobt hatte. Als Mitgift erhielt Anna 30.000 Taler und als Wittum wurde die Herrschaft Römhild bestimmt. Die lebensfrohe und unbekümmerte Herzogin tat sich schon bald bei prachtvollen Hoffesten hervor.
Johann Casimir liebte allerdings mehr die Jagd und blieb deshalb immer öfter meist über mehrere Wochen dem Hof fern. Als Anna 1593 die Ehe brach, setzte Johann Casimir umgehend die Scheidung durch und ließ Anna und ihren Liebhaber Ulrich von Lichtenstein inhaftieren. Trotz flehentlicher Briefe Annas an ihren Gemahl und ihre Verwandten, sie nicht zu verstoßen und Gnade walten zu lassen, wurden beide vom Schöppenstuhl in Jena zum Tod durch das Schwert verurteilt. Johann Casimir wandelte das Todesurteil allerdings in lebenslange Haft um und versorgte seine Gemahlin selbst, da sie der kursächsische Hof in Dresden nicht aufnehmen wollte. Sie teilte damit das Schicksal ihrer Schwester Elisabeth.
Ihre 20-jährige Gefangenschaft verbrachte Anna zunächst in Eisenach, dann bis 1596 im aufgehobenen Kloster Sonnefeld und schließlich auf der Veste Coburg, wo sie 1613 starb. Sie wurde in der Klosterkirche von Sonnefeld bestattet.
Johann Casimir ging 1599 eine zweite Ehe mit Annas Cousine Margarethe von Braunschweig-Lüneburg ein und soll nach Wilhelm Ernst Tentzel seine erste Gemahlin mit einer aus diesem Anlass geprägten Münze gedemütigt haben; auf deren Avers ein sich innig küssendes Paar mit der Umschrift WIE KVSSEN SICH DIE ZWEY SO FEIN zu sehen ist, auf der anderen Seite aber Anna mit den Worten: WER KVST MICH – ARMES NVNNELIN.

## Vorfahren
| Ahnentafel Anna von Sachsen | Ahnentafel Anna von Sachsen                                                         | Ahnentafel Anna von Sachsen                                                         | Ahnentafel Anna von Sachsen                                                                | Ahnentafel Anna von Sachsen                                                         | Ahnentafel Anna von Sachsen                                                        | Ahnentafel Anna von Sachsen                                                                 | Ahnentafel Anna von Sachsen                                                                                   | Ahnentafel Anna von Sachsen                                                                                   |
| --------------------------- | ----------------------------------------------------------------------------------- | ----------------------------------------------------------------------------------- | ------------------------------------------------------------------------------------------ | ----------------------------------------------------------------------------------- | ---------------------------------------------------------------------------------- | ------------------------------------------------------------------------------------------- | --- | --- |
| Ururgroßeltern              | Kurfürst Friedrich II. (1412–1464) ⚭ 1431 Margaretha von Österreich (1416–1486)     | König Georg von Podiebrad (1420–1471) ⚭ 1441 Kunigunde von Sternberg (1425–1449)    | Herzog Heinrich IV. zu Mecklenburg (1417–1477) ⚭ 1432 Dorothea von Brandenburg (1420–1491) | Erichs II. von Pommern-Wolgast (1425–1474) ⚭ 1451 Sophia von Pommern-Stolp          | König Christian I. (1426–1481) ⚭ 1449 Dorothea von Brandenburg (1430–1495)         | Kurfürst Johann Cicero von Brandenburg (1455–1499) ⚭ 1476 Margarete von Sachsen (1449–1501) | Johann IV. von Sachsen-Lauenburg (1439–1507) ⚭ 1464 Dorothea von Brandenburg (1446–1519)                      | Heinrich I. von Braunschweig-Wolfenbüttel (1463–1514) ⚭ 1486 Katharina von Pommern                            |
| Urgroßeltern                | Herzog Albrecht der Beherzte (1443–1500) ⚭ 1464 Sidonie von Böhmen (1449–1510)      | Herzog Albrecht der Beherzte (1443–1500) ⚭ 1464 Sidonie von Böhmen (1449–1510)      | Herzog Magnus II. (1441–1503) ⚭ 1478 Sophie von Pommern (1460–1504)                        | Herzog Magnus II. (1441–1503) ⚭ 1478 Sophie von Pommern (1460–1504)                 | König Friedrich I. (1471–1533) ⚭ 1502 Anna von Brandenburg (1487–1514)             | König Friedrich I. (1471–1533) ⚭ 1502 Anna von Brandenburg (1487–1514)                      | Herzog Magnus I. von Sachsen-Lauenburg (1470–1543) ⚭ 1509 Katharina von Braunschweig-Wolfenbüttel (1488–1563) | Herzog Magnus I. von Sachsen-Lauenburg (1470–1543) ⚭ 1509 Katharina von Braunschweig-Wolfenbüttel (1488–1563) |
| Großeltern                  | Herzog Heinrich der Fromme (1473–1541) ⚭ 1512 Katharina von Mecklenburg (1487–1561) | Herzog Heinrich der Fromme (1473–1541) ⚭ 1512 Katharina von Mecklenburg (1487–1561) | Herzog Heinrich der Fromme (1473–1541) ⚭ 1512 Katharina von Mecklenburg (1487–1561)        | Herzog Heinrich der Fromme (1473–1541) ⚭ 1512 Katharina von Mecklenburg (1487–1561) | König Christian III. (1503–1559) ⚭ 1525 Dorothea von Sachsen-Lauenburg (1511–1571) | König Christian III. (1503–1559) ⚭ 1525 Dorothea von Sachsen-Lauenburg (1511–1571)          | König Christian III. (1503–1559) ⚭ 1525 Dorothea von Sachsen-Lauenburg (1511–1571)                            | König Christian III. (1503–1559) ⚭ 1525 Dorothea von Sachsen-Lauenburg (1511–1571)                            |
| Eltern                      | Kurfürst August von Sachsen (1526–1586) ⚭ 1548 Anna von Dänemark (1532–1585)        | Kurfürst August von Sachsen (1526–1586) ⚭ 1548 Anna von Dänemark (1532–1585)        | Kurfürst August von Sachsen (1526–1586) ⚭ 1548 Anna von Dänemark (1532–1585)               | Kurfürst August von Sachsen (1526–1586) ⚭ 1548 Anna von Dänemark (1532–1585)        | Kurfürst August von Sachsen (1526–1586) ⚭ 1548 Anna von Dänemark (1532–1585)       | Kurfürst August von Sachsen (1526–1586) ⚭ 1548 Anna von Dänemark (1532–1585)                | Kurfürst August von Sachsen (1526–1586) ⚭ 1548 Anna von Dänemark (1532–1585)                                  | Kurfürst August von Sachsen (1526–1586) ⚭ 1548 Anna von Dänemark (1532–1585)                                  |
| Anna von Sachsen            |                                                                                     |                                                                                     |                                                                                            |                                                                                     |                                                                                    |                                                                                             | | |

## Literatur

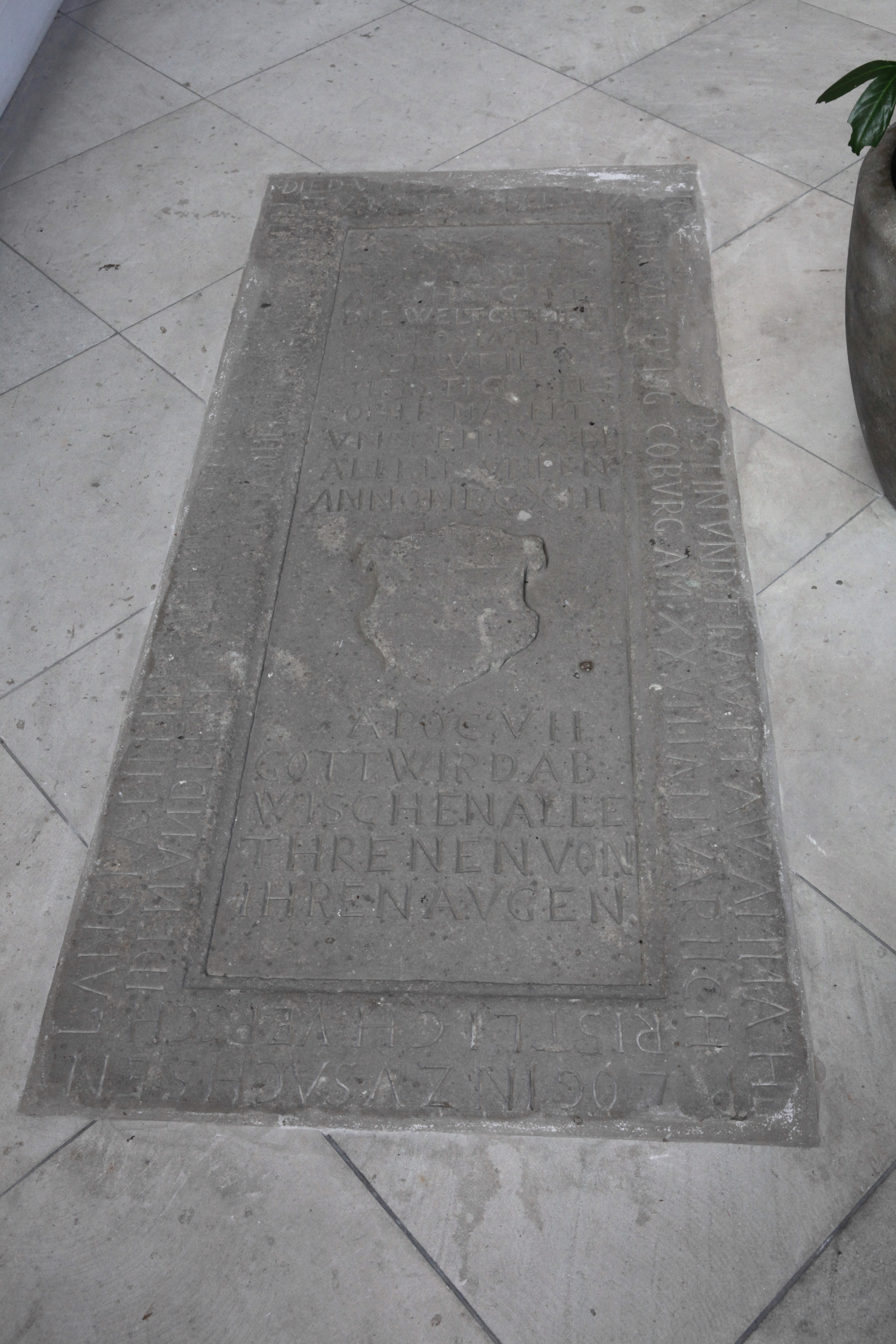
Grabplatte in der Sonnefelder Kirche